# Тухољ (Грчка)
Тухољ или Туљ (грч. Πεύκος, до 1928. грч. Τούχουλη) је насељено место у општини Нестрам у периферији Западна Македонија, Грчка. Према попису из 2021. године било је 22 становника.
Према бугарском географу и историчару, Василу Канчову, у Тухољу је 1900. године живело 240 Грка. Некада је Тухољ био словенско насеље, али је у немирним временима напуштен, да би касније био насељен грчким сточарима из Епира.